# هایمباخ (نا)
هایمباخ (به آلمانی: Heimbach) یک شهر در آلمان است که در بیرکنفلد واقع شده‌است. هایمباخ ۱٬۲۲۲ نفر جمعیت دارد.